# Pudding Lane
Pudding Lane est une rue de la cité de Londres.

## Situation et accès
La rue se trouve à côté d'Eastcheap, non loin du pont de Londres.
La station de métro la plus proche est Monument, où circulent les trains des lignes  Circle  District.

## Origine du nom
D'après le chroniqueur John Stow, Pudding Lane viendrait de puddings, terme signifiant à l'époque « entrailles ». Son origine serait ainsi liée aux boucheries d'Eastcheap, dont les déchets carnés étaient transportés par chariot vers la Tamise.

## Historique
Elle est célèbre pour avoir abrité la boulangerie de Thomas Farriner (ou Farynor) — dont une plaque commémorative sur un mur marque désormais l'emplacement — à l'origine du Grand incendie de Londres en septembre 1666, également commémoré par un monument situé à proximité.

## Bâtiments remarquables et lieux de mémoire

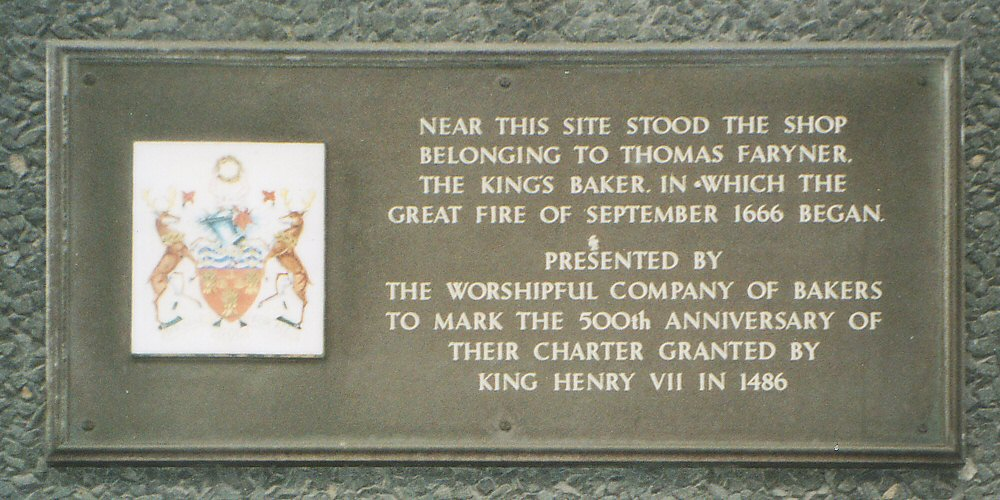
Plaque commémorative du Grand incendie de Londres.